# Komitat Maros-Torda
Das Komitat Maros-Torda [ˈmɒroʃ ˈtordɒ] (ungarisch Maros-Torda vármegye, rumänisch Comitatul Mureș-Turda) war eine Verwaltungseinheit im Osten des Königreichs Ungarn. Verwaltungssitz war Marosvásárhely.

## Geographie

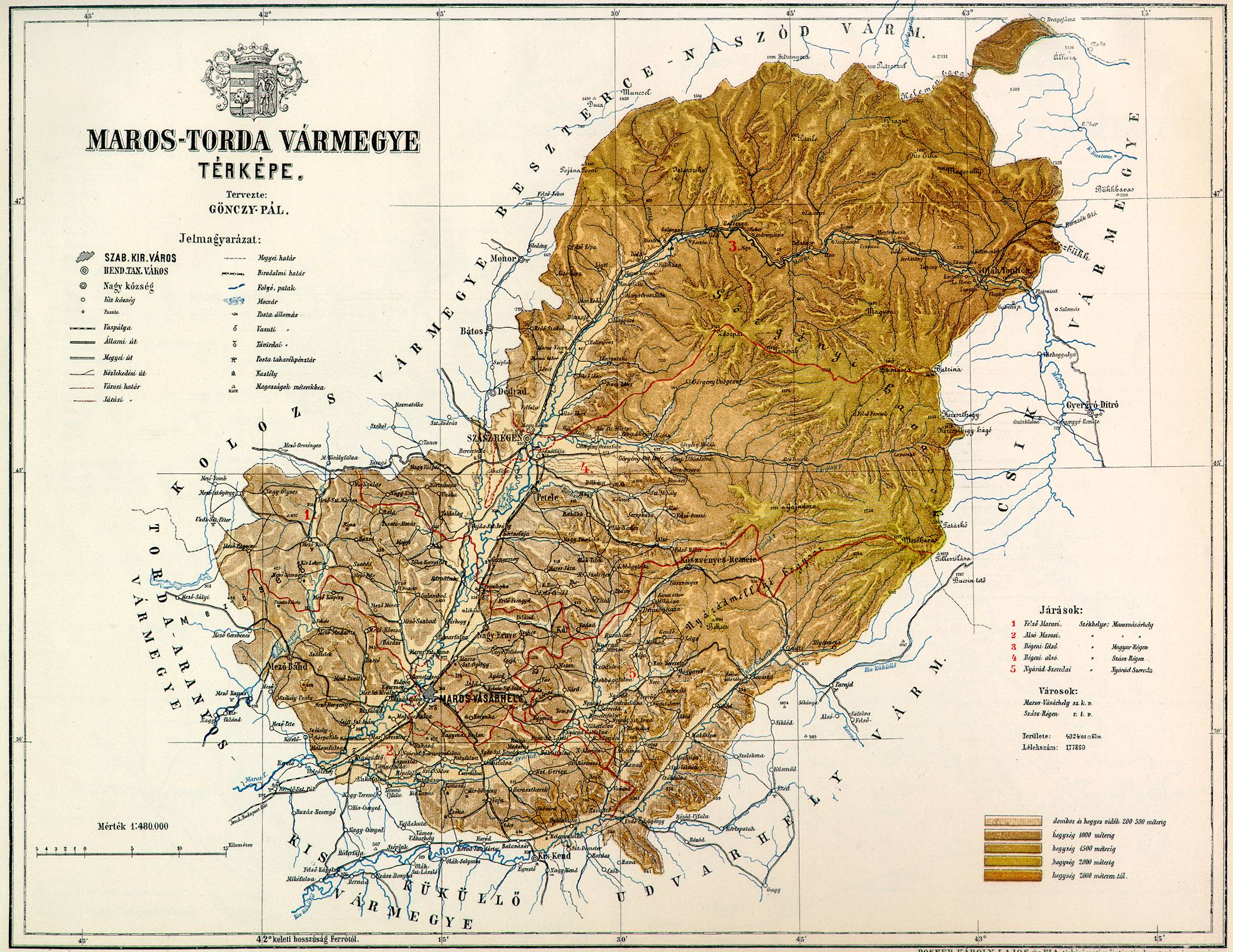
Karte des Komitats Maros-Torda um 1890

Das Komitat ist besonders im Norden und Osten gebirgig (Gurghiu- und Giurgeu-Gebirge mit dem Saca Mare (ungarisch Mezőhavas) und Prisica) und wird vom Fluss Mieresch (heute rumänisch Mureș) und seinen Zuflüssen durchzogen.
Es grenzte an die Komitate Bistritz-Naszod (Beszterce-Naszód), Csík, Udvarhely, Klein-Kokelburg (Kis-Küküllő), Torda-Aranyos und Klausenburg (Kolozs).

## Geschichte
Das Komitat Maros-Torda entstand im Zuge der Komitatsreform 1876 durch den Zusammenschluss des Szeklerstuhls Marosszék mit Teilen des Komitats Torda.
Nach dem Ende des Ersten Weltkriegs kam das Gebiet 1920 durch den Vertrag von Trianon zu Rumänien. Ab 1940 gehörte es in Folge des Zweiten Wiener Schiedsspruchs für wenige Jahre erneut zu Ungarn. Es liegt heute im Kreis Mureș.

## Bezirksunterteilung

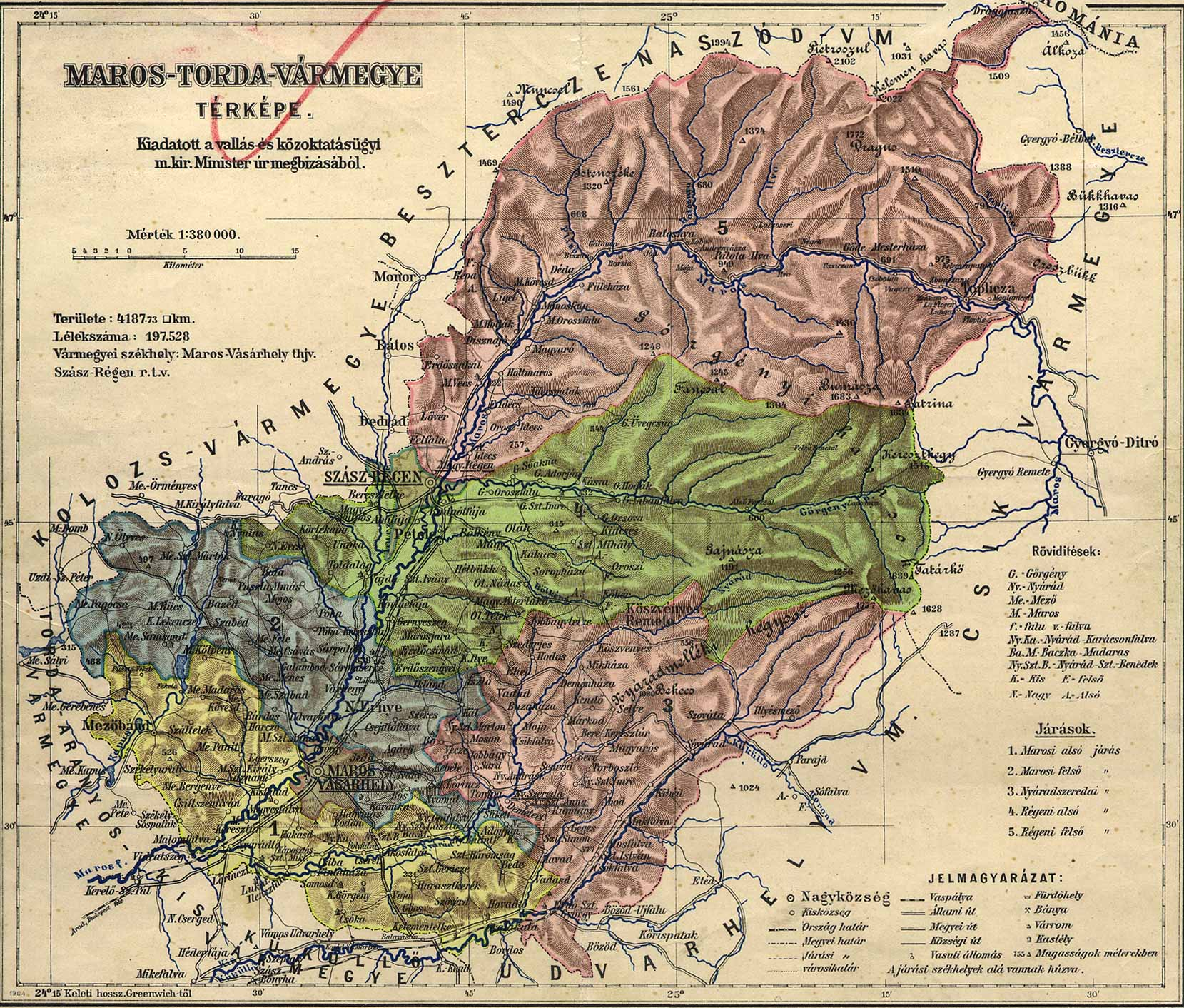
Administrative Karte

Das Komitat bestand im frühen 20. Jahrhundert aus folgenden Stuhlbezirken (nach dem Namen des Verwaltungssitzes benannt):
| Stuhlbezirke (járások)                  | Stuhlbezirke (járások)                   |
| Stuhlbezirk                             | Verwaltungssitz                          |
| --------------------------------------- | ---------------------------------------- |
| Maros alsó („Unter-Maros“)              | Marosvásárhely, heute Târgu Mureș        |
| Maros felső („Ober-Maros“)              | Marosvásárhely, heute Târgu Mureș        |
| Nyáradszereda                           | Nyáradszereda, heute Miercurea Nirajului |
| Régen alsó („Unter-Regen“)              | Szászrégen heute Reghin                  |
| Régen felső („Ober-Regen“)              | Magyarrégen, heute Reghin-sat            |
| Stadtkreis (törvényhatósági jogú város) |                                          |
| Marosvásárhely, heute Târgu Mureș       |                                          |
| Stadtbezirk (rendezett tanácsú város)   |                                          |
| Szászrégen heute Reghin                 |                                          |

Alle genannten Orte liegen im heutigen Rumänien.